# Belga férfi kézilabda-bajnokság (első osztály)
A Division 1 a legmagasabb osztályú belga férfi kézilabda-bajnokság. A bajnokságot 1959 óta rendezik meg. Jelenleg tizenkét csapat játszik a bajnokságban, a legeredményesebb klub az Initia Hasselt, a címvédő a HC Visé.

## Kispályás bajnokságok
| Év   | 1. hely                                           | 2. hely                                           | 3. hely                                           |
| ---- | ------------------------------------------------- | ------------------------------------------------- | ------------------------------------------------- |
| 1959 | OC Flémalle                                       | Union Beynoise                                    | Rijkswacht HC                                     |
| 1960 | OC Flémalle                                       | Union Beynoise                                    | Unif Liège                                        |
| 1961 | OC Flémalle                                       | Union Beynoise                                    | Unif Liège                                        |
| 1962 | OC Flémalle                                       | Union Beynoise                                    | Unif Liège                                        |
| 1963 | OC Flémalle                                       | Unif Liège                                        | CH Schaerbeek                                     |
| 1964 | OC Flémalle                                       |                                                   |                                                   |
| 1965 | ROC Flémalle                                      |                                                   |                                                   |
| 1966 | CH Schaerbeek                                     | ROC Flémalle                                      | Elita Lebbeke                                     |
| 1967 | Progrès Seraing                                   | Sasja Antwerpen                                   | ROC Flémalle                                      |
| 1968 | Sasja Antwerpen                                   | ROC Flémalle                                      | Progrès Seraing                                   |
| 1969 | ROC Flémalle                                      | Progrès Seraing                                   |                                                   |
| 1970 | ROC Flémalle                                      | Inter Herstal?                                    | KAV Dendermonde?                                  |
| 1971 | Inter Herstal                                     | Sasja Antwerpen                                   | ROC Flémalle                                      |
| 1972 | Avanti Lebbeke                                    | Sasja Antwerpen?                                  |                                                   |
| 1973 | Avanti Lebbeke                                    | Unif Liège                                        |                                                   |
| 1974 | Sasja Antwerpen                                   | ROC Flémalle                                      | Avanti Lebbeke                                    |
| 1975 | Sasja Antwerpen                                   | Progrès Seraing                                   | ROC Flémalle                                      |
| 1976 | ROC Flémalle                                      | Sasja Antwerpen                                   | Progrès Seraing                                   |
| 1977 | Progrès Seraing                                   | ROC Flémalle                                      | Sasja Antwerpen                                   |
| 1978 | Sporting Neerpelt                                 | Sasja Antwerpen                                   | KV Mechelen                                       |
| 1979 | KV Mechelen                                       | Sporting Neerpelt                                 | Sasja Antwerpen                                   |
| 1980 | Sporting Neerpelt                                 | Avanti Lebbeke                                    | Sasja Antwerpen                                   |
| 1981 | Sporting Neerpelt                                 | Sasja Antwerpen                                   | KV Mechelen                                       |
| 1982 | Sporting Neerpelt                                 | Sasja Antwerpen                                   | Initia Hasselt                                    |
| 1983 | Sporting Neerpelt                                 | Avanti Lebbeke                                    | Initia Hasselt                                    |
| 1984 | Initia Hasselt                                    | Sporting Neerpelt                                 | Avanti Lebbeke                                    |
| 1985 | Initia Hasselt                                    | Sporting Neerpelt                                 | HC Herstal                                        |
| 1986 | Initia Hasselt                                    | Sporting Neerpelt                                 | Sasja Antwerpen                                   |
| 1987 | Sporting Neerpelt                                 | Sasja Antwerpen                                   | Initia Hasselt                                    |
| 1988 | Sporting Neerpelt                                 | Initia Hasselt                                    | Sasja Antwerpen                                   |
| 1989 | Sporting Neerpelt                                 | Initia Hasselt                                    | Sasja Antwerpen                                   |
| 1990 | Sporting Neerpelt                                 | HC Herstal                                        | Sasja Antwerpen                                   |
| 1991 | HC Herstal                                        | Sasja Antwerpen                                   | Sporting Neerpelt                                 |
| 1992 | Olse Merksem                                      | Union Beynoise                                    | Sporting Neerpelt                                 |
| 1993 | Initia Hasselt                                    | Sporting Neerpelt                                 | HC Herstal-Liège                                  |
| 1994 | Initia Hasselt                                    | Sporting Neerpelt                                 | HC Kiewit                                         |
| 1995 | Initia Hasselt                                    | HC Herstal-Liège                                  | KTSV Eupen                                        |
| 1996 | Initia Hasselt                                    | HC Herstal-Liège                                  | Union Beynoise                                    |
| 1997 | Initia Hasselt                                    | Sporting Neerpelt                                 | HC Herstal-Liège                                  |
| 1998 | Initia Hasselt                                    | Sporting Neerpelt                                 | HC Tongeren                                       |
| 1999 | Initia Hasselt                                    | Sporting Neerpelt                                 | HC Eynatten                                       |
| 2000 | HC Eynatten                                       | Ajax Lebbeke                                      | Sporting Neerpelt                                 |
| 2001 | HC Eynatten                                       | Initia Hasselt                                    | Sporting Neerpelt                                 |
| 2002 | HC Eynatten                                       | Sporting Neerpelt                                 | Union Beynoise                                    |
| 2003 | HC Tongeren                                       | HC Eynatten                                       | Initia Hasselt                                    |
| 2004 | Sporting Neerpelt                                 | Initia Hasselt                                    | Union Beynoise                                    |
| 2005 | HC Tongeren                                       | Sporting Neerpelt                                 | Sasja Antwerpen                                   |
| 2006 | Sasja Antwerpen                                   | Sporting Neerpelt                                 | HC Tongeren                                       |
| 2007 | Sasja Antwerpen                                   | Initia Hasselt                                    | HC Eynatten                                       |
| 2008 | Sasja Antwerpen                                   | Initia Hasselt                                    | Sporting Neerpelt-Lommel                          |
| 2009 | United Tongeren                                   | Initia Hasselt                                    | Achilles Bocholt                                  |
| 2010 | United Tongeren                                   | Achilles Bocholt                                  | Initia Hasselt                                    |
| 2011 | Initia Hasselt                                    | United Tongeren                                   | Sporting Neerpelt-Lommel                          |
| 2012 | United Tongeren                                   | Initia Hasselt                                    | Achilles Bocholt                                  |
| 2013 | Initia Hasselt                                    | Achilles Bocholt                                  | United Tongeren                                   |
| 2014 | Initia Hasselt                                    | Achilles Bocholt                                  | United Tongeren                                   |
| 2015 | United Tongeren                                   | Initia Hasselt                                    | Sasja Antwerpen                                   |
| 2016 | Achilles Bocholt                                  | Initia Hasselt                                    | United Tongeren                                   |
| 2017 | Achilles Bocholt                                  | United Tongeren                                   | Initia Hasselt                                    |
| 2018 | Achilles Bocholt                                  | Initia Hasselt                                    | Sporting Neerpelt-Lommel                          |
| 2019 | Achilles Bocholt                                  | HC Visé                                           | Sporting Neerpelt-Lommel                          |
| 2020 | A koronavírus-járvány miatt nem avattak bajnokot. | A koronavírus-járvány miatt nem avattak bajnokot. | A koronavírus-járvány miatt nem avattak bajnokot. |
| 2021 | A koronavírus-járvány miatt nem avattak bajnokot. | A koronavírus-járvány miatt nem avattak bajnokot. | A koronavírus-járvány miatt nem avattak bajnokot. |
| 2022 | HC Visé                                           | Achilles Bocholt                                  | Sporting Pelt                                     |
| 2023 | Achilles Bocholt                                  | Hubo Handbal                                      | Sporting Pelt                                     |
| 2024 | Sporting Pelt                                     | Achilles Bocholt                                  | HC Visé                                           |
| 2025 | HC Visé                                           | Sporting Pelt                                     | Achilles Bocholt                                  |

## Lásd még
- Belga női kézilabda-bajnokság (első osztály)